# Hemoptisi
L'hemoptisi és un terme utilitzat per descriure l'expectoració d'esput hemàtic o sang fresca que té com a origen l'aparell respiratori. La seva intensitat pot ser molt discreta, petits filaments de sang, o severa en forma de sang fresca anomenat hemoptisi franca. L'hemoptisi massiva és la presentació més greu.
Sovint, hi ha dos conceptes que es confonen però que realment són diferents, hemoptisi i hematèmesi que és l'expulsió de vòmit amb sang procedent del tub digestiu alt.
En el cas de l'hemoptisi la sang és brillant, líquida, espumosa o coàguls. Per altra banda, en el cas de l'hematèmesi la sang és de color marró, pòsit de cafè i pot contenir restes d'aliments, ja que té l'origen a l'aparell gastrointestinal. Altres diferències entre els dos conceptes poden ser el pH de la sang és alcalí en el primer cas i àcid en l'hematèmesi, rara anèmia en l'individu en el cas de l'hemoptisi i freqüent en l'hematèmesi, etc.

## Classificació segons gravetat
L'hemoptisi es pot classificar segons gravetat de lleu a massiva. Aquesta classificació es realitza en base el volum, en ml, de sang perdut per dia.
- Lleu: menys de 30 ml/dia
- Moderada: de 30 a 200 ml/dia
- Severa: de 200 a 600 ml/dia
- Massiva: més de 600 ml/dia[3][1]

## Etiologia
Les causes de l'hemoptisi són multifactorials. Hi ha tota una sèrie de factors que hi poden intervenir i es poden presentar de forma aïllada o simultàniament amb altres factors. A grans trets poden classificar les causes en 8 grups.
- Infeccioses: Infeccions produïdes al pàrenquima pulmonar per bacteris, fongs, virus, etc. També, infeccions de l'arbre traqueobronquial. Per exemplificar, traqueobronquitis herpètica o fúngica
- Neoplàsies pulmonars benignes i malignes, primàries i metastàtiques: L'hemoptisi pot ser provocada pel mateix tumor o bé, pels seus efectes sobre l'aparell respiratori.
- Cardiopaties.Cirurgia correctora de cardiopaties congènites.
- Vasculopaties de la circulació pulmonar, bronquial i/o sistèmica. Per exemple, troboembolisme sèptic.
- Inflamació: Bronquièctasis.
- Diàtesis hemorràgiques: Coagulopaties, trombopènia, etc.
- Traumatisme: Ferides obertes o tancades, aneurisma d'aorta, etc.
- Anomalies congènites. Agenèsia de l'artèria pulmonar.
- Iatrogènia: Biòpsia endoscòpica.[4][5]

## Valoració inicial del pacient

### Exploració física
En primer lloc, i de forma ràpida, s'ha de fer una primera valoració de l'estat general del pacient. Aquesta s'ha de repetir periòdicament. Dins de l'exploració física els paràmetres mesurats i observats seran:
- Inspecció de la pell
- Inspecció de la cavitat oral
- Exploració cardíaca
- Exploració respiratòria[6]

### Anamnesi
- Edat del pacient
- Antecedents de malalties respiratòries
- Hàbit tabàquic
- Antecedents de malalties sistèmiques que poden causar hemoptisi
- Presa d'anticoagulants
- Volum de sang perdut, color de la sang, etc.

### Valoració de la gravetat
Per poder iniciar un tractament eficaç cal saber quin és el grau de gravetat de l'hemoptisi. Segons aquest grau l'actuació serà una o altre. Cal mesurar el volum de sang perdut i les característiques.
L'hemoptisi massiva és el grau més alt de severitat i cura amb els signes i símptomes següents:
- Pèrdua de la sang superior a 600 ml/ en 24 o 48 hores.
- Hipovolèmia
- Insuficiència respiratòria aguda greu
- Velocitat de sagnat superior a 150- 200 ml/h.